# نشان لنین
نشان لنین که به افتخار رهبر انقلاب اکتبر روسیه نامیده شده،  عالی ترین مدال اعطا شده توسط اتحاد جماهیر سوسیالیستی شوروی بود.

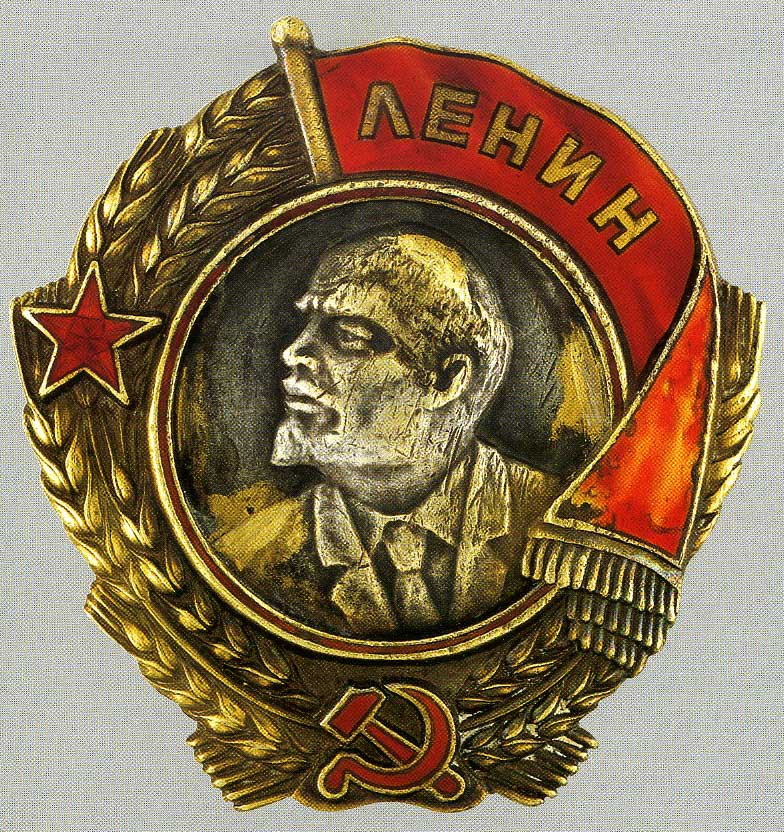
نشان لنین نوع ۲
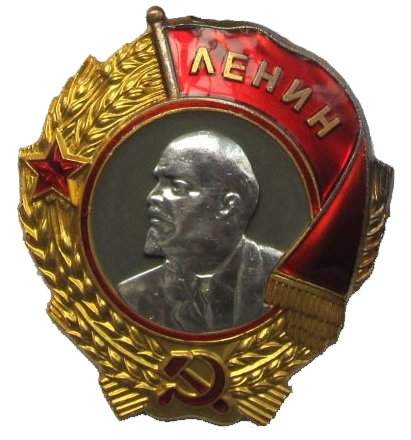
نشان لنین نوع ۳
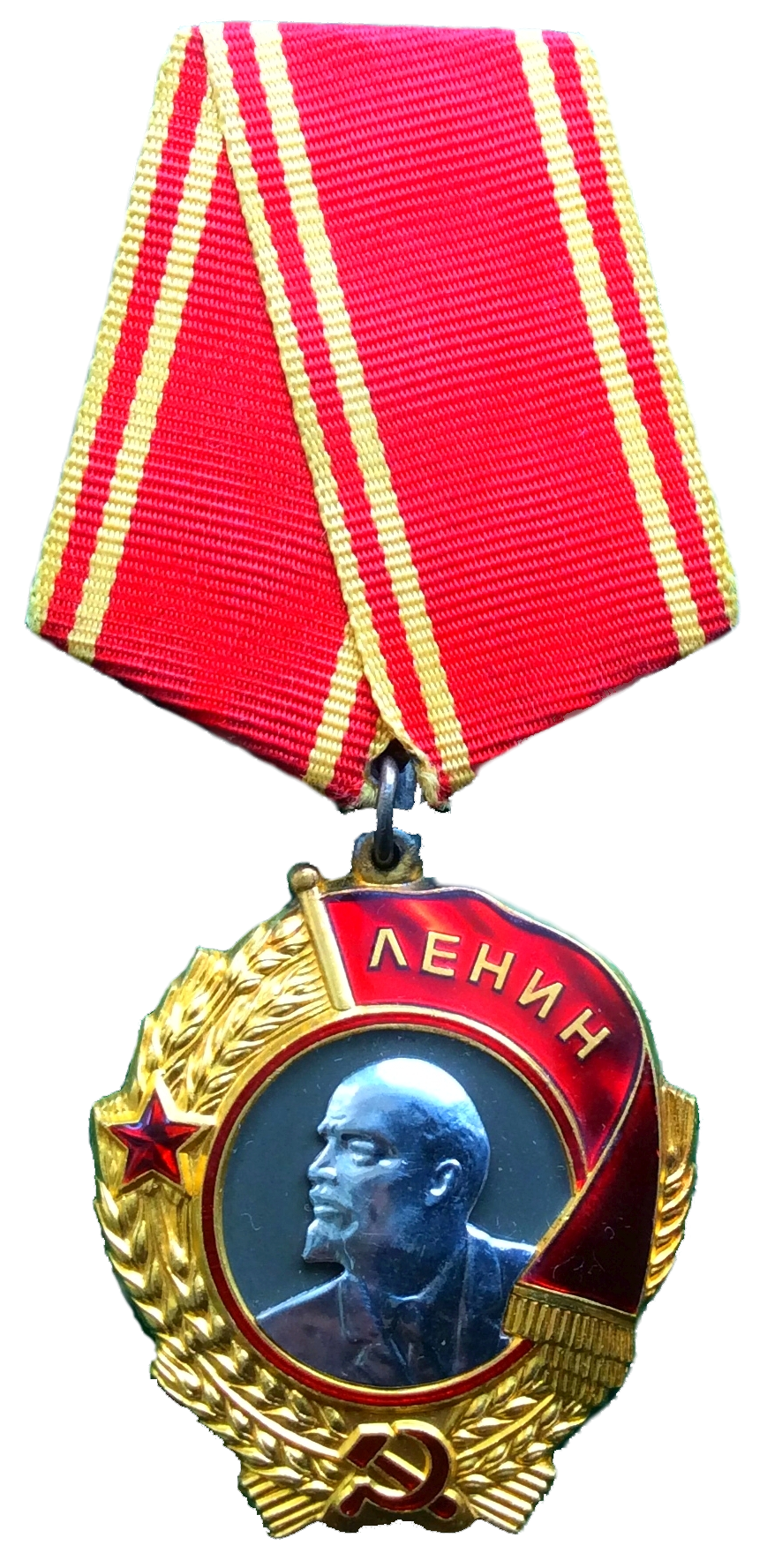
نشان لنین نوع ۴